# Sesia tibetensis
Sesia tibetensis is een vlinder uit de familie wespvlinders (Sesiidae), onderfamilie Sesiinae.
Sesia tibetensis is voor het eerst wetenschappelijk beschreven door Arita & Xu in 1994. De soort komt voor in het Palearctisch gebied.